# Marie Lindgren
Marie Lindgren (n. 26 martie 1970, Comitatul Västerbotten, Suedia) este o sportivă ce a reprezentat Suedia, medaliată olimpică. A participat la 2 ediții ale Jocurilor Olimpice (1992, 1994) în care a câștigat o medalie de argint.